# Epidendrum cardiochilum
Epidendrum cardiochilum är en orkidéart som beskrevs av Louis Otho Otto Williams. Epidendrum cardiochilum ingår i släktet Epidendrum och familjen orkidéer. Inga underarter finns listade i Catalogue of Life.